# Manchester United Football Club 1986-1987
La pagina raccoglie i dati relativi alla stagione 1986-1987 del Manchester United.

## Stagione
La stagione 1986-87 iniziò con sei sconfitte in otto gare per la squadra: nonostante un'immediata ripresa che culminò con l'imbattibilità dei Red Devils per tutto il mese di ottobre, la squadra non riuscì a schiodarsi dalle posizioni di bassa classifica cosicché, dopo l'eliminazione dalla Coppa di Lega, Ron Atkinson fu sostituito dall'ex tecnico dell'Aberdeen Alex Ferguson, che traghettò la squadra fino all'undicesimo posto finale.

## Maglie e sponsor
Vengono reintrodotte le stesse divise della stagione 1982-83, con un'unica modifica per la seconda maglia, le cui righe sono ora rosse. Sponsor tecnico (Adidas) e ufficiale (Sharp) rimangono invariati.
| Casa | Trasferta | Terza divisa |

## Organigramma societario
Area direttiva
- Presidente:  Martin Edwards

Area tecnica
- Allenatore:  Ron Atkinson, dal 6 novembre 1986  Alex Ferguson

## Rosa
| N. |                        | Ruolo | Calciatore        |
| -- | ---------------------- | ----- | ----------------- |
| -  | Inghilterra (bandiera) | P     | Gary Bailey       |
| -  | Inghilterra (bandiera) | P     | Chris Turner      |
| -  | Inghilterra (bandiera) | P     | Gary Walsh        |
| -  | Scozia (bandiera)      | D     | Arthur Albiston   |
| -  | Galles (bandiera)      | D     | Clayton Blackmore |
| -  | Inghilterra (bandiera) | D     | Mike Duxbury      |
| -  | Inghilterra (bandiera) | D     | Billy Garton      |
| -  | Inghilterra (bandiera) | D     | Colin Gibson      |
| -  | Scozia (bandiera)      | D     | Graeme Hogg       |
| -  | Irlanda (bandiera)     | D     | Paul McGrath      |
| -  | Irlanda (bandiera)     | D     | Kevin Moran       |
| -  | Danimarca (bandiera)   | D     | John Sivebæk      |

| N. |                             | Ruolo | Calciatore       |
| -- | --------------------------- | ----- | ---------------- |
| -  | Inghilterra (bandiera)      | C     | Peter Barnes     |
| -  | Inghilterra (bandiera)      | C     | Tony Gill        |
| -  | Inghilterra (bandiera)      | C     | Remi Moses       |
| -  | Irlanda (bandiera)          | C     | Liam O'Brien     |
| -  | Danimarca (bandiera)        | C     | Jesper Olsen     |
| -  | Inghilterra (bandiera)      | C     | Bryan Robson     |
| -  | Scozia (bandiera)           | C     | Gordon Strachan  |
| -  | Inghilterra (bandiera)      | A     | Peter Davenport  |
| -  | Inghilterra (bandiera)      | A     | Terry Gibson     |
| -  | Irlanda (bandiera)          | A     | Frank Stapleton  |
| -  | Inghilterra (bandiera)      | A     | Nicky Wood       |
| -  | Irlanda del Nord (bandiera) | A     | Norman Whiteside |

## Statistiche

### Statistiche di squadra
| Competizione   | Punti | Totale | Totale | Totale | Totale | Totale | Totale | DR |
| Competizione   | Punti | G      | V      | N      | P      | Gf     | Gs     | DR |
| -------------- | ----- | ------ | ------ | ------ | ------ | ------ | ------ | -- |
| First Division | 56    | 42     | 14     | 14     | 14     | 52     | 45     | +7 |
| FA Cup         | -     | 2      | 1      | 0      | 1      | 1      | 1      | 0  |
| Totale         |       | 45     | 29     | 12     | 5      | 81     | -76    |    |

### Statistiche dei giocatori
| Giocatore | First Division | First Division | FA Cup   | FA Cup | Totale   | Totale |
| Giocatore | Presenze       | Reti           | Presenze | Reti   | Presenze | Reti   |
| --------- | -------------- | -------------- | -------- | ------ | -------- | ------ |
| Albiston  | 22             | ?              | ?        | ?      | 22+      | ?      |
| Bailey    | 5              | ?              | ?        | ?      | 5+       | ?      |
| Barnes    | 7              | ?              | ?        | ?      | 7+       | ?      |
| Blackmore | 12             | 1              | 1        | ?      | 13       | 1+     |
| Davenport | 39             | 14             | 1        | ?      | 40       | 14+    |
| Duxbury   | 32             | 1              | 1        | ?      | 33       | 1+     |
| Garton    | 9              | ?              | ?        | ?      | 9+       | ?      |
| C. Gibson | 24             | 1              | 1        | ?      | 25       | 1+     |
| T. Gibson | 16             | 1              | 1        | ?      | 17       | 1+     |
| Gill      | 1              | ?              | ?        | ?      | 1+       | ?      |
| Hogg      | 11             | ?              | ?        | ?      | 11+      | ?      |
| McGrath   | 35             | ?              | 1        | ?      | 36       | ?      |
| Moran     | 33             | ?              | 2        | ?      | 35       | ?      |
| Moses     | 18             | ?              | ?        | ?      | 18+      | ?      |
| O'Brien   | 11             | ?              | ?        | ?      | 11+      | ?      |
| Olsen     | 28             | 3              | 1        | ?      | 29       | 3+     |
| Robson    | 30             | 7              | ?        | ?      | 30+      | 7+     |
| Sivebæk   | 28             | 1              | 2        | ?      | 30       | 1+     |
| Stapleton | 34             | 7              | 2        | ?      | 36       | 7+     |
| Strachan  | 34             | 4              | 2        | ?      | 36       | 4+     |
| Turner    | 23             | ?              | 2        | ?      | 25       | ?      |
| Walsh     | 14             | ?              | ?        | ?      | 14+      | ?      |
| Whiteside | 31             | 8              | 2        | 1      | 33       | 9      |
| Wood      | 2              | ?              | ?        | ?      | 2+       | ?      |